# Денатурација (биохемија)
Денатурација је процес при коме се мењају природна својства протеина под утицајем неких хемијских и физичких агенаса. Денатурација је и слабљење и нарушавање секундарне (терцијарне) структуре нуклеинских киселина и протеина чиме се губи функција ових молекула. Може бити изазвана повишеном температуром, зрачењем, механичким факторима, солима тешких метала или деловањем јаких киселина и база.